# Hüffer HB 28
Die Hüffer HB 28 Bajadere war ein ziviles deutsches Sport- und Schulflugzeug von Julius Hüffer.

## Entwicklung
Entwickelt wurde die HB 28 als zweisitziges Sportflugzeug und wies eine große Ähnlichkeit mit der von Hüffer entwickelten HSE I „Bajadere“ von 1922 auf. Sie war ein abgestrebter Hochdecker in Gemischtbauweise und mit einem starren Normalfahrwerk versehen. Die Besatzung saß hintereinander im offenen Cockpit. Es wurden mindestens zwei Exemplare gebaut. Das erste Flugzeug wurde ursprünglich von einem Anzani-60-PS-Motor angetrieben, erhielt später als HB 28b einen Siemens-Halske-Sh-13-Motor und wurde im Juni 1930 als D–1733 zugelassen. Im Mai 1932 erhielt es ein Sh-13a-Triebwerk mit 88 PS und ging an die Akaflieg in Leipzig, wo es noch im August des Jahres bei einer Bruchlandung zerstört wurde. Das zweite Flugzeug wurde im Mai 1931 als HB 28a mit dem Kennzeichen D–1879 als Eigentum der Luftfahrtvereinigung Münster registriert. Es war ebenfalls mit einem Sh 13 ausgerüstet, soll aber zuvor als Antrieb erst einen Genet-, dann einen Walter-Motor besessen haben.

## Technische Daten
| Kenngröße             | Daten (Hüffer HB 28 b)         |
| --------------------- | ------------------------------ |
| Spannweite            | 10,0 m (HB 28: 8,25 m)         |
| Länge                 | 6,40 m                         |
| Höhe                  | 2,4 m                          |
| Flügelfläche          | 14,5 m²                        |
| Flügelstreckung       | 6,9                            |
| Leermasse             | 340 kg                         |
| max. Startmasse       | 600 kg                         |
| Höchstgeschwindigkeit | 160–170 km/h (HB 28: 140 km/h) |
| Dienstgipfelhöhe      | 4050 m                         |
| Reichweite            | 560 km                         |